# RNA-Polymerase II
Die RNA-Polymerase II (RNAP II, POL-II), genauer DNA-abhängige RNA-Polymerase II-Kernkomplex, ist eine RNA-Polymerase, die die Synthese von Ribonukleinsäuren (RNA) bei der Transkription der DNA in Eukaryoten katalysiert.

## Aufbau

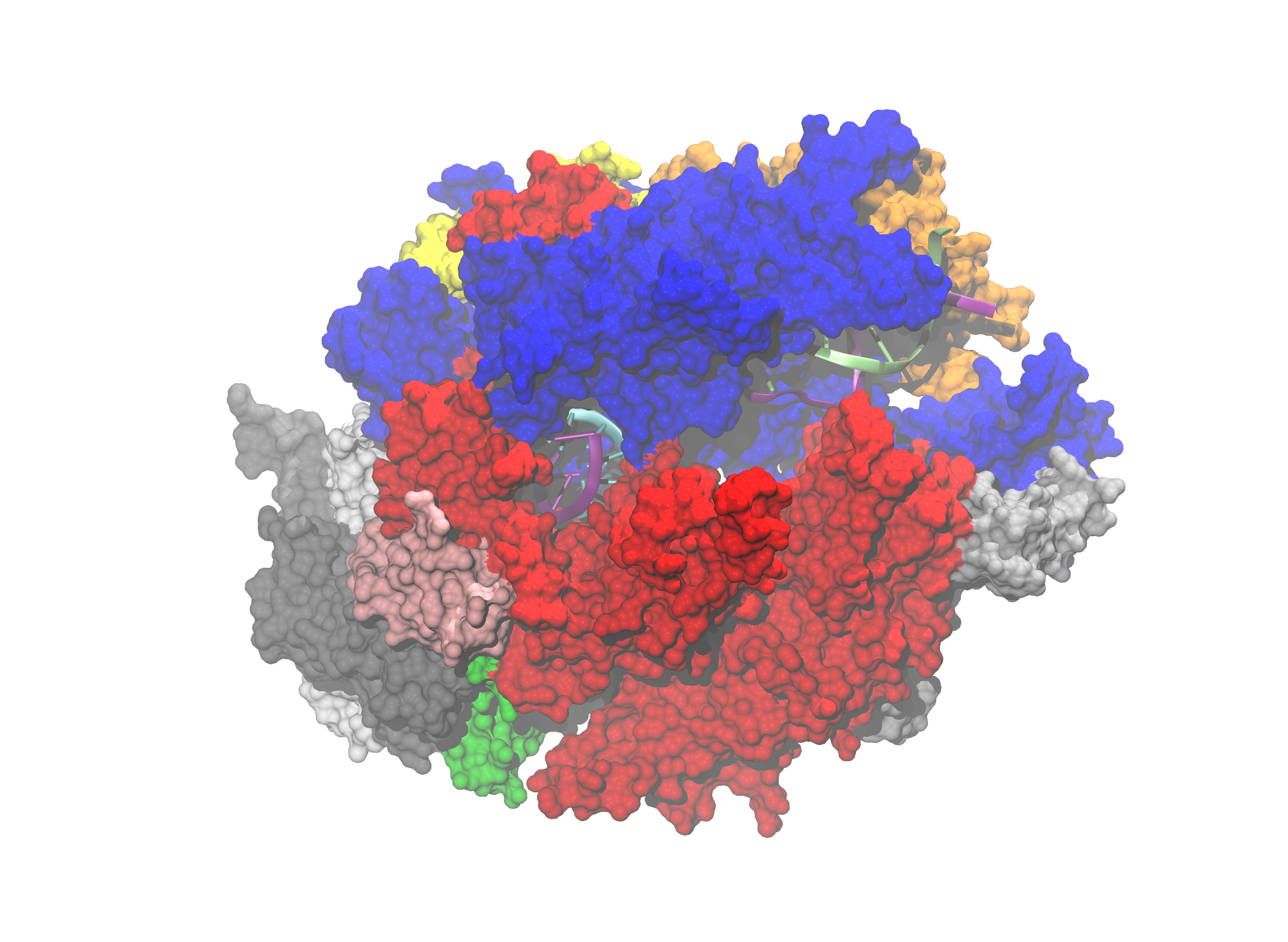
Oberflächenmodell des RNA-Polymerase-II-Komplexes der Bäckerhefe (jede der 10 Untereinheiten unterschiedlich gefärbt), nach PDB 3G1G; RNA (links) und DNA (links+rechts) als Cartoon

Die POL-II in mehrzelligen Tieren und damit auch im Mensch ist ein Proteinkomplex aus zwölf Untereinheiten.
| Protein | Gen-Name | AA   | UniProt | Bemerkung                                                    |
| ------- | -------- | ---- | ------- | ------------------------------------------------------------ |
| RPB1    | POLR2A   | 1970 | P24928  | Katalytische Zentren (Zinkfinger, 2 Mg2+)                    |
| RPB2    | POLR2B   | 1174 | P30876  | Katalytische Zentren (Zinkfinger, zusammen mit RPB1: Mg2+)   |
| RPB3    | POLR2C   | 275  | P19387  | Interagiert mit RPB11a                                       |
| RPB4    | POLR2D   | 142  | O15514  | Teil des RPB4-RPB7-Subkomplexes, bindet Einzelstrang-RNA/DNA |
| RPABC1  | POLR2E   | 210  | P19388  | Außerdem Teil der pol-I und -III-Komplexe                    |
| RPABC2  | POLR2F   | 127  | P61218  | Außerdem Teil der pol-I und -III-Komplexe                    |
| RPB7    | POLR2G   | 172  | P62487  | Teil des RPB4-RPB7-Subkomplexes, bindet Einzelstrang-RNA/DNA |
| RPABC3  | POLR2H   | 149  | P52434  | Außerdem Teil der pol-I und -III-Komplexe                    |
| RPB9    | POLR2I   | 125  | P36954  | Zinkfinger                                                   |
| RPB11-a | POLR2J   | 117  | P52435  |                                                              |
| RPABC4  | POLR2K   | 58   | P53803  | Außerdem Teil der pol-I und -III-Komplexe                    |
| RPABC5  | POLR2L   | 67   | P62875  | Außerdem Teil der pol-I und -III-Komplexe                    |

Zusammen mit Transkriptionsfaktoren bildet die Pol-II einen Transkriptionsapparat.

## Hauptreaktion

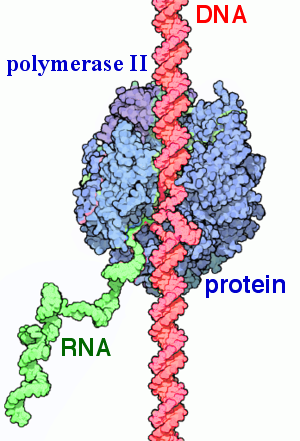
Funktion der Pol-II.

Die RNA-Pol-II verknüpft einzelne Nukleotide zu einer RNA während der Transkription. Dabei nutzt sie die DNA als Matrize. Die Verlängerung der mRNA nach dem Vorbild des gebundenen DNA-Einzelstrangs wird katalysiert durch RNA-Polymerase, hier am Beispiel eines Ribulose-Moleküls, das bereits Teil der mRNA ist und des Uracil-Nukleotids UTP:
 +  →  + PPi
Die Phosphatgruppe des UTP wird mit der Hydroxygruppe der Ribulose der mRNA verestert. Es entsteht eine verlängerte RNA, Diphosphat (PPi) wird abgespalten.